# Spiroplasma velocicrescens
Spiroplasma velocicrescens è una specie di batterio appartenente alla famiglia delle Spiroplasmataceae.